# Nicholas Mayall

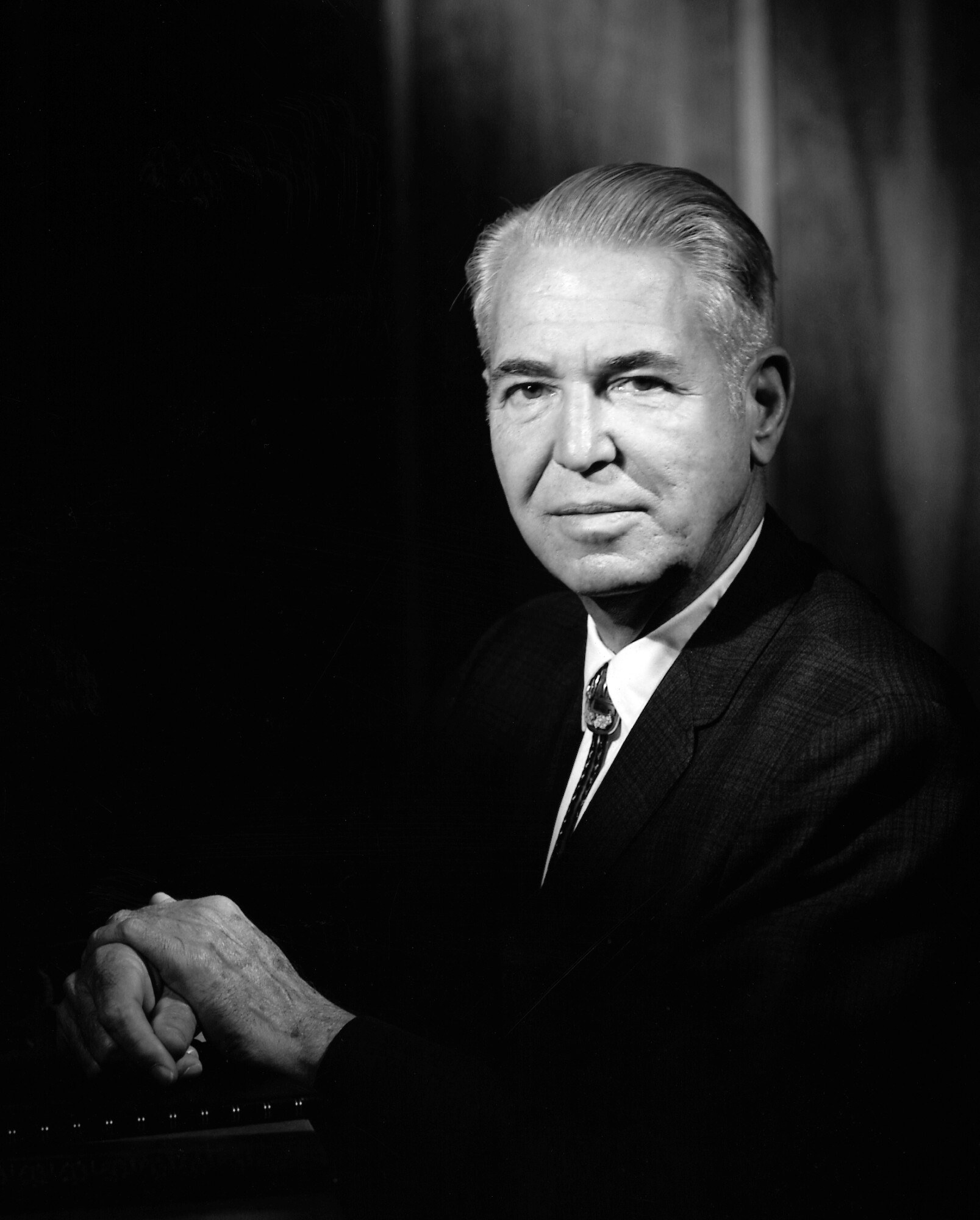
Nicholas Mayall

Nicholas Ulrich Mayall (* 9. Mai 1906 in Moline, Illinois; † 5. Januar 1993 in Tucson) war ein US-amerikanischer Astronom.

## Werdegang
Nach seiner Promotion an der University of California, Berkeley, verbrachte er sein Forscherleben von 1934 bis 1960 am Lick Observatory, mit einer kurzen Unterbrechung von 1942 bis 1945 während des Zweiten Weltkriegs, wo er am Radiation Laboratory des MIT für die Entwicklung von Radarsystemen tätig war.
In seiner Zeit am Lick Observatory arbeitete und forschte er zu Nebeln, Supernovae, den Bewegungsmustern in Spiralgalaxien, zur Rotverschiebung und zum Alter, der Entstehung und Herkunft sowie der Größe des Universums. Hier publizierte er unter anderem gemeinsam mit Edwin Hubble. Eine Sternenstruktur des Andromedanebels trägt seinen Namen (Mayall II). Er zeichnete maßgeblich für die Planung und die Konstruktion des 3-m-Spiegelteleskops des Lick Observatory verantwortlich.

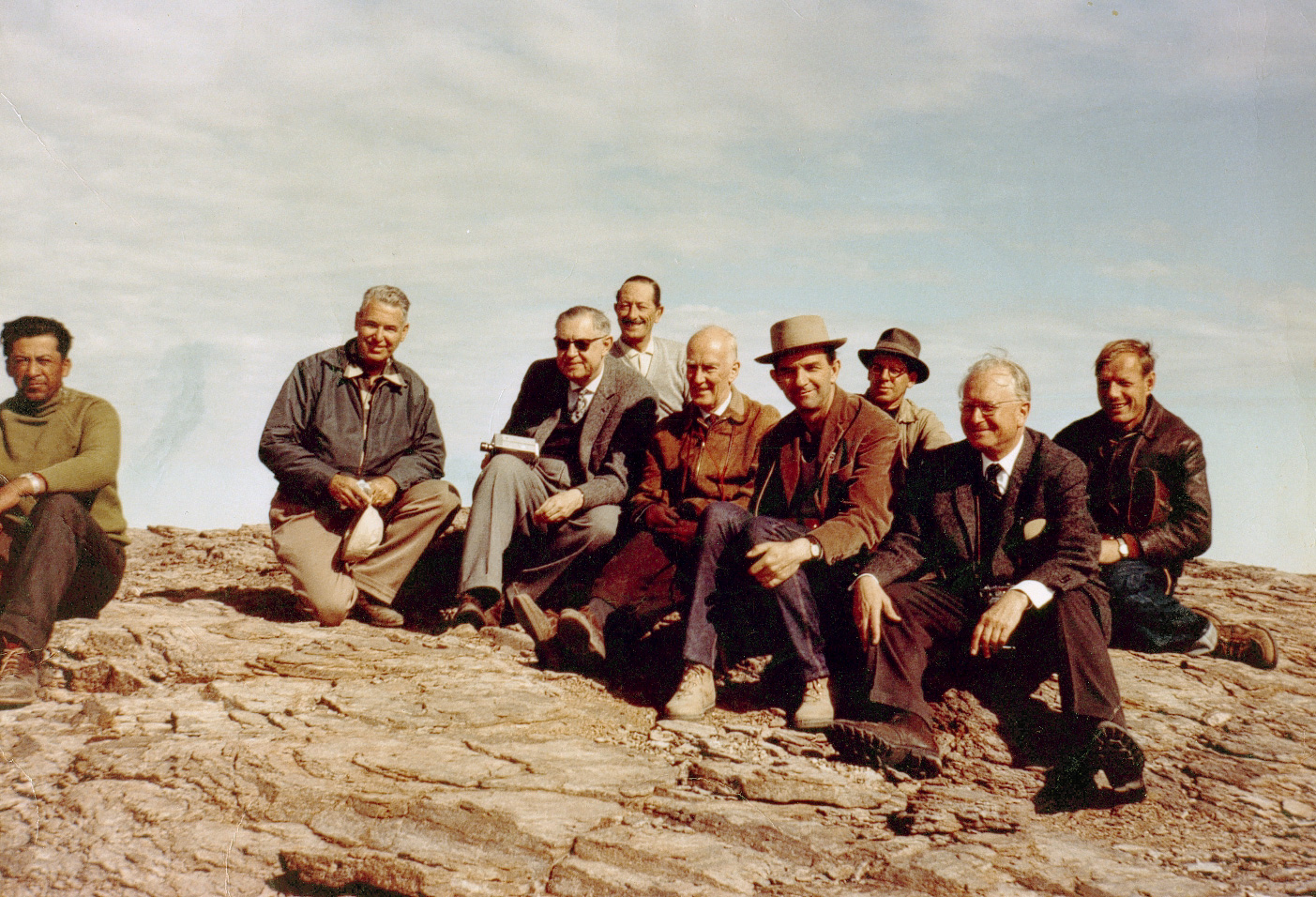
Gipfeltreffen von Mitarbeitern der Europäischen Südsternwarte auf dem Cerro El Morado in Chile am 10. Juni 1963. Von links nach rechts: Arturo Garrote, Nicholas U. Mayall, H. Siedentopf, Marchetti (Architekt), Jan H. Oort, Ch. Fehrenbach, André Muller, Otto Heckmann & Jürgen Stock.

Von 1960 bis zu seiner Pensionierung 1971 war Mayall Direktor des Kitt Peak National Observatory (KPNO). Unter seiner Leitung erlangten das KPNO und das Cerro Tololo Inter-American Observatory eine Spitzenstellung unter den astronomischen Forschungseinrichtungen. Mayall verantwortete in dieser Zeit die Konstruktion des 4-m-Kitt-Peak-Spiegelteleskops, das seinen Namen trägt. 1949 wurde Mayall in die National Academy of Sciences, 1961 in die American Academy of Arts and Sciences und 1962 in die American Philosophical Society gewählt. Seit 1974 war er korrespondierendes Mitglied der Académie des sciences. 1981 wurde der Asteroid (2131) Mayall nach ihm benannt.

### Tod
Nach seinem Tod 1993 wurde seine Asche auf einem abgelegenen Grat des Kitt Peak verstreut.